# Eleições europeias de 2024 (Hungria)
As eleições europeias de 2024 na Hungria foram realizadas a 9 de junho e serviram para eleger os 21 deputados nacionais para o Parlamento Europeu durante as eleições europeias. Estas eleições foram realizadas ao mesmo tempo que as eleições locais, sendo marcadas por um contexto de tensão entre o governo de Viktor Orbán e a União Europeia, bem como por um escândalo de corrupção que está a abalar a popularidade de Orbán.
O Fidesz - União Cívica Húngara, o partido de Viktor Orbán, voltou a vencer as eleições com 44% e 11 deputados eleitos. Apesar de mais uma vitória, este é o pior resultado do partido nos últimos anos e, muito deste resultado deve-se ao aparecimento do Partido pelo Respeito e pela Liberdade, formado por um antigo aliado de Orbán que rompeu com o Fidesz com um discurso criticando a corrupção e o euroceticismo de Orbán.

## Representação parlamentar 2019-2024
A tabela mostra os deputados de acordo com a última informação do Parlamento Europeu:
| Partido Nacional | Partido Nacional                  | Deputados | Grupo parlamentar | Grupo parlamentar                                 |
| ---------------- | --------------------------------- | --------- | ----------------- | ------------------------------------------------- |
|                  | Fidesz - União Cívica Húngara     | 12 / 21   |                   | Não inscritos                                     |
|                  | Coligação Democrática             | 4 / 21    |                   | Aliança Progressista dos Socialistas e Democratas |
|                  | Movimento Momentum                | 2 / 21    |                   | Renovar a Europa                                  |
|                  | Movimento Solução                 | 1 / 21    |                   | Aliança Progressista dos Socialistas e Democratas |
|                  | Jobbik                            | 1 / 21    |                   | Não inscritos                                     |
|                  | Partido Popular Democrata-Cristão | 1 / 21    |                   | Grupo do Partido Popular Europeu                  |

| Grupo parlamentar | Grupo parlamentar                                 | Deputados |
| ----------------- | ------------------------------------------------- | --------- |
|                   | Não inscritos                                     | 13 / 21   |
|                   | Aliança Progressista dos Socialistas e Democratas | 5 / 21    |
|                   | Renovar a Europa                                  | 2 / 21    |
|                   | Grupo do Partido Popular Europeu                  | 1 / 21    |

## Resultados Oficiais
| Partido                 | Partido                                | Votos     | %               | +/-   | Deputados | +/-     |
| ----------------------- | -------------------------------------- | --------- | --------------- | ----- | --------- | ------- |
|                         | Fidesz - União Cívica Húngara          | 2 031 063 | 44,79 / 100,00  | 7,77  | 11 / 21   | 2       |
|                         | Partido pelo Respeito e pela Liberdade | 1 342 096 | 29,60 / 100,00  | Novo  | 7 / 21    | Novo    |
|                         | Aliança (DK-MSZP-DK)                   | 366 217   | 8,08 / 100,00   | 14,58 | 2 / 21    | 3       |
|                         | Movimento Nossa Pátria                 | 305 517   | 6,75 / 100,00   | 3,46  | 1 / 21    | 1       |
|                         | Movimento Momentum                     | 166 596   | 3,67 / 100,00   | 6,26  | 0 / 21    | 2       |
|                         | Partido Húngaro do Cão de Duas Caudas  | 161 942   | 3,57 / 100,00   | 0,95  | 0 / 21    | Estável |
|                         | Jobbik                                 | 45 337    | 1,00 / 100,00   | Baixa | 0 / 21    | Baixa   |
|                         | Outros (com menos de 1,00%)            | 116 077   | 2,56 / 100,00   |       | 0 / 21    |         |
| Votos Inválidos         | Votos Inválidos                        | 66 684    | 1,45 / 100,00   | 0,94  |           |         |
| Total                   | Total                                  | 4 601 529 | 100,00 / 100,00 |       | 21 / 21   |         |
| Eleitorado/Participação | Eleitorado/Participação                | 7 655 344 | 59,41 / 100,00  | 15,85 |           |         |
| Fonte                   | Fonte                                  | [ 7 ]     | [ 7 ]           | [ 7 ] | [ 7 ]     | [ 7 ]   |

## Representação parlamentar (2024-2029)

### Partidos nacionais
| Partido | Partido                                | Deputados | Grupo parlamentar | Grupo parlamentar                                 |
| ------- | -------------------------------------- | --------- | ----------------- | ------------------------------------------------- |
|         | Fidesz - União Cívica Húngara          | 10 / 21   |                   | Patriotas pela Europa                             |
|         | Partido pelo Respeito e pela Liberdade | 7 / 21    |                   | Grupo do Partido Popular Europeu                  |
|         | Coligação Democrática                  | 2 / 21    |                   | Aliança Progressista dos Socialistas e Democratas |
|         | Movimento Nossa Pátria                 | 1 / 21    |                   | Europa das Nações Soberanas                       |
|         | Partido Popular Democrata-Cristão      | 1 / 21    |                   | Patriotas pela Europa                             |

### Grupos parlamentares europeus
| Grupo parlamentar | Grupo parlamentar                                 | Deputados |
| ----------------- | ------------------------------------------------- | --------- |
|                   | Patriotas pela Europa                             | 11 / 21   |
|                   | Grupo do Partido Popular Europeu                  | 7 / 21    |
|                   | Aliança Progressista dos Socialistas e Democratas | 2 / 21    |
|                   | Europa das Nações Soberanas                       | 1 / 21    |